# Didymocylindrus simplex
Didymocylindrus simplex är en plattmaskart. Didymocylindrus simplex ingår i släktet Didymocylindrus och familjen Didymozoidae. Inga underarter finns listade i Catalogue of Life.